# Andy Mill
Andy Ray Mill (Fort Collins, 11 febbraio 1953) è un ex sciatore alpino statunitense.

## Biografia

### Carriera sciistica
Nato a Fort Collins, in Colorado, Mill si trasferì con la famiglia a Laramie, nel Wyoming, prima di trasferirsi ad Aspen, in Colorado, all'inizio degli anni 1960; abile sciatore già da juniores, fece parte della nazionale statunitense dal 1971 al 1981. Prese parte ai Mondiali di Sankt Moritz 1974, senza ottenere piazzamenti di rilievo; nello stesso anno riuscì a salire sul podio della prestigiosa combinata dell'Hahnenkamm di Kitzbühel, giungendo 3º dietro agli italiani Gustav Thöni e Herbert Plank, ed esordì in Coppa del Mondo, circuito nel quale ottenne il primo piazzamento il 5 gennaio 1975 a Garmisch-Partenkirchen in discesa libera (8º).
Ai XII Giochi olimpici invernali di Innsbruck 1976, sua prima presenza olimpica, si classificò 6º nella discesa libera; due anni dopo partecipò ai Mondiali di Garmisch-Partenkirchen 1978, senza ottenere piazzamenti di rilievo, e ai XIII Giochi olimpici invernali di Lake Placid 1980, sua ultima presenza olimpica, fu 16º nella discesa libera. L'ultimo piazzamento della sua carriera agonistica fu il 4º posto ottenuto nella discesa libera di Coppa del Mondo disputata in Val Gardena il 15 dicembre 1980, suo miglior risultato nel massimo circuito internazionale, e si ritirò nel gennaio dell'anno seguente, dopo un grave infortunio patito sulla pista Lauberhorn a Wengen dove si stava allenando.

#### Bilancio della carriera
Tra il 1974 e il 1981, quando non fu frenato dai numerosi infortuni, fu il miglior discesista statunitense; a metà degli anni 1970 Mill fu soprannominato Wilde Hund ("cane selvaggio") dagli europei per il suo stile e aspetto grintoso (capelli lunghi e barba).

### Altre attività
Dopo il ritiro, Mill si dedicò alla pesca sportiva e lavorò come commentatore sportivo per le reti televisive americane ESPN, NBC, ABC e CBS sia per lo sci alpino sia per la pesca; nel 1993 ha fatto parte del cast del film Aspen - Sci estremo (Aspen Extreme), interpretando se stesso. Tra il 1988 e il 2006 è stato sposato con la tennista Chris Evert.

## Palmarès

### Coppa del Mondo
- Miglior piazzamento in classifica generale: 37º nel 1975

## Filmografia
- Aspen - Sci estremo (Aspen Extreme), regia di Patrick Hasburgh (1993)